# Мужун Хуан
Мужун Хуан (кит. 慕容皝, пиньинь Mùróng Huǎng, 297—348), взрослое имя Юаньчжэнь (元真) — сяньбийский вождь, основатель государства Ранняя Янь. Когда его сын провозгласил себя императором, то он посмертно тоже возвёл отца в императорское достоинство, провозгласив его императором с храмовым именем Тай-цзу (太祖) и посмертным именем Вэньминь-ди (文明帝).

## Биография
Отец Мужун Хуана — Мужун Хуэй — изначально воевал против основателя империи Цзинь Сыма Яня, однако в 289 году признал себя цзиньским вассалом. Затем Мужун Хуэй женился на одной из дочерей Дуаньского правителя, и плодом этого союза и стал Мужун Хуан. В это время северные цзиньские земли постоянно страдали от крестьянских восстаний и вторжений северных варваров, и многие люди бежали от бедствий на остававшийся спокойным Ляодунский полуостров, что значительно усилило Мужун Хуэя. После того, как северные бывшие цзиньские земли оказались под властью хуннского государства Северная Хань и цзеского государства Поздняя Чжао, Мужун Хуэй, остававшийся лояльным к империи Цзинь, получил от цзиньских властей титул «Ляодунского гуна» (遼東公).
Мужун Хуэй доверял Мужун Хуану ответственные военные задачи — в частности, войны против Юйвэнь. В 322 году Мужун Хуэй официально сделал Мужун Хуана своим наследником, и вскоре после этого тот получил от цзиньских властей титул «Чаосянского гуна» (朝鲜公) и звание «Полководец — умиротворитель Севера» (平北将军). В 333 году Мужун Хуэй скончался, и Мужун Хуан объявил себя «Ляодунским удельным гуном» (辽东郡公). После этого началась его борьба за власть с братьями: Мужун Хань бежал в Дуань и стал там генералом, а Мужун Жэнь захватил ряд городов в восточной части сяньбийских земель и тоже провозгласил себя Ляодунским гуном. В 334 году Мужун Хань вторгся с дуаньским контингентом и нанёс поражение войскам Мужун Хуана, однако затем вернулся обратно. В начале 336 года Мужун Хуан, совершив неожиданную атаку по льду замёрзшего Бохайского залива, захватил Мужун Жэня врасплох, и вынудил его совершить самоубийство.
В 337 году Мужун Хуан провозгласил себя «Яньским князем» (燕王) — это считают началом государства Ранняя Янь. В том же году он, нарушив принцип отца «не иметь контактов с врагами Цзинь», отправил посольство в Позднее Чжао, признавая себя его вассалом и предлагая союз против Дуань. Чжаоский правитель Ши Ху согласился, и нападение состоялось в 338 году. Яньские силы нанесли первый удар, разгромили дуаньцев, разграбили города севернее дуаньской столицы, и ушли. Когда прибыли чжаоские войска, то дуаньский правитель, у которого не осталось войск, предпочёл бежать. Ши Ху был рад одержанной победе, но рассердился на то, что Мужун Хуан не стал соединяться с ним, и чжаоская армия повернула против Янь. Мужун Хуан сначала тоже хотел бежать, однако потом по совету своих генералов решил остаться и оборонять столицу Цзичэн, и после 20-дневной осады чжаоской армии пришлось отступить. Яньские силы преследовали отступающую чжаоскую армию, в результате чего та понесла серьёзные потери, и вновь взяли под контроль восставшие было города, включая бывшие дуаньские земли. Одержав победу над Поздней Чжао, Мужун Хуан отправил послов к цзиньскому императору Чэн-ди с просьбой о княжеском титуле, поясняя, что тот ему необходим чтобы упрочнить свою власть, но что он по-прежнему лоялен империи Цзинь. После некоторых споров, от империи Цзинь в 341 году ему был официально дарован титул «Яньского князя». В том же 341 году столица Ранней Янь была перенесена из Цзичэна в новопостроенный Лунчэн.
В 344 году Мужун Хуан разгромил юйвэней, вынудил их вождя бежать, а само племя насильно переселил южнее и заставил смешаться с собственным населением. В 345 году Мужун Хуан прекратил использовать летоисчисление империи Цзинь — этот шаг был равносилен формальному провозглашению независимости.
В 348 году Мужун Хуан заболел и умер. Ему наследовал сын Мужун Цзюнь.